# Wervelstroomsensor
Wervelstroomsensoren zijn sensoren die werken met het principe van wervelstromen. Dit type sensor wordt gebruikt als trillingsopnemer of als afstandssensor.
Wanneer deze sensor dicht bij een metalen object komt, verandert de impedantie in de spoel. De verandering van deze impedantie hangt af van de afstand tussen het metalen object en de sensor. Deze sensor heeft als voordeel dat hij niet beïnvloed wordt door niet-geleidende materialen zoals kunststof of hout.

## Werkingsprincipe
De wervelstroomsensor werkt met behulp van wervelstromen. Een wisselend magnetisch veld wordt opgewekt door de spoel van de sensor. De magneetkern van ferriet geleidt de magnetische veldlijnen intern. Wanneer een metalen object dicht bij de sensor komt, wordt het magnetisch veld buiten de spoel verstoord. De bundel veldlijnen wordt vervormd. De wervelstromen in de nabije metalen plaat zorgen ervoor dat het magnetische circuit langere veldlijnen krijgen. Hierdoor wordt de schijnweerstand (impedantie) Z van de spoel lager. De verandering van deze impedantie verloopt niet lineair  met de afstand tussen de sensor en het metalen object. Deze sensor wordt  gebruikt voor detectie van het wel of niet aanwezig zijn van een metalen object, bijvoorbeeld of de lift op de juiste etage staat.

## Toepassingen
- Trillingsopnemers in Turbinemotoren
- Afstandssensoren in de Automatiserings industrie